# Gómelevka
Gómelevka (en rus: Гомелевка) és un poble de l'óblast de l'Amur, a Rússia, que el 2018 tenia 2 habitants, pertany al districte de Bureiski.